# Corvo
Corvo (portugisisk: Ilha do Corvo, udtalt [ˈiʎɐ ðu ˈkoɾvu] ( ( hør)), bogstaveligt talt Krageøen, er den mindste og den nordligste ø i øgruppen Azorerne og den nordligste i Makaronesien. Den har en befolkning på cirka 384 indbyggere (2021), hvilket gør den til den mindste enkeltkommune på Azorerne og i Portugal. Øen ligger på den nordamerikanske kontinentalplade.

## Historie
Til trods for møntfund fra fra karthagiske rige, der udforskede øerne omkring 200 f.Kr., stammer Azorernes almindelige historie med uofficiel udforskning i slutningen af det 13. århundrede, hvilket resulterede i kort, såsom det Genovesiske Atlas Medici fra 1351, som omtaler obskure øer i en udefineret atlantisk øgruppe. Medici-atlaset henviser til en Insula Corvi Marini (Marinkragens ø ; "marinkrage" er den bogstavelige oversættelse af Corvo Marinho, som er det portugisiske navn for skarven), i en øgruppe på syv øer, men det er usandsynligt, at det refererer specifikt til Corvo, selvom øens navn kunne stamme fra dette atlas. Det er sandsynligt, at navnet refererede til de to øer Corvo og Flores, som også optrådte på det senere aragoniske Mapa Catalão fra 1375.
Navigatøren Diogo de Teive opdagede begge øer i Azorernes vestlige gruppe, da han vendte tilbage i 1452 fraf Newfoundlandbankerne efter sin anden opdagelsesrejse. Efterfølgende begyndte den portugisiske domstol, når den refererede til de nye Ilhas das Flores (Blomsterøerne), at identificere Corvo som Ilha de Santa Iria (Sankt Iria -øen), men andre søkort fortsatte med at henvise til denne ø som Ilhéu das Flores (Blomsterøen), Ilha da Estátua (Statuens ø), Ilha do Farol (Fyrtårnets ø) eller Ilha de São Tomás (Saint Thomas-øen). I et stykke tid var det også kendt som Ilha do Marco (Mærkets ø), hvilket blev tilskrevet dens reference som en geografisk markering for søfolk, eller sandsynligvis placeringen af et lille forbjerg, hvor der var placeret en markør, som fik navnet Ponta do Marco.
Mislykkede forsøg på bosættelse af øen fandt sted i de følgende år; først i 1580 blev en permanent bebyggelse levedygtig.
Et religiøst sogn i Corvo blev endelig konstitueret i 1674, og derefter den 20. juni 1832 integreret i en fungerende civil administration.

## Geologi og geografi
Øen ligger på den nordamerikanske plade vest for den midtatlantiske højderyg på et havbjerg der er cirka 1,5-1,0 millioner år gammel. Øerne Corvo og Flores dukkede op fra et undervandsbjerg orienteret langs en nord-nordøst til syd-sydvest linje, mens Corvo er kontrolleret af forkastninger orienteret fra nord til syd, parallelt med den midtatlantiske højderyg, og transformerer forkastninger orienteret fra vest til øst, som tværskårne sekundære kegler på yderskråningerne. Øen er dannet af en 5 km i diameter, central vulkan, Monte Gorde, der opstod for omkring 730.000 år siden, og hvis centrale kegle var cirka 1,000 m i højden. Krateret kollapsede for 430.000 år siden under et Plinisk udbrud og dannede en nedsynkningscaldera (2,000 m i diameter og 300 m i dybde), kaldet Caldeirão. Inden i calderaen er der adskillige kegler af slagge og sprøjt ( 20–30 m i højden), der giver anledning til små søer, tørvemoser og holme (to lange og fem afrundede). Det højeste punkt på øen, Morro dos Homens, kroner den sydlige rand af Caldeirão med 718 m over havets overflade.
To vigtigste vulkanske komplekser er normalt anerkendt:
- Basalkomplekset – de ældste formative strukturer, der omfatter pyroklastiske ubådske tufkegler, omkring de sydvestlige og nordlige havklipper. I nogle områder, specielt langs den vestlige, nordlige og nordøstlige del, er øen skåret af forkastninger, der strækker sig fra de øvre komplekser;
- Det øvre Kompleks (Complex Superior 1 og 2) – opdelt i to vulkanske enheder af præ- og post-caldera-episoder; Complex 1 (eller præ-caldera) er repræsenteret af sub-aerial vulkanisme, karakteriseret ved både eksplosiv og effusive vulkanisme. Denne fase er karakteriseret ved en række af basaltiske lavaer i bunden og udvikler sig til en blanding af basaltiske og hawaiianske lavaer i senere faser. De sekundære (kompleks 2) formationer optager 90% af øen og vedrører den centrale caldera, inklusive pimpsten og eksplosive detaljer, der er en blanding af escoria lava af basaltisk og hawaiisk natur. Den seneste af aflejringerne svarer til pyroklastisk og phreatomagmatisk pyroklastisk materiale forbundet med sekundære kegler.

Mens de indledende faser var domineret af basaltiske lavastrømme og pyroklastiske aflejringer, var den sidste fase karakteriseret ved pimpsten, bølger, lahars og pyroklastiske strømme, der er karakteristiske for Pliniske og sub-Pliniske udbrud.
Skarpe klipper dominerer kystområderne, undtagelsen er langs den sydlige kant, som er sammensat af gamle lavastrømme. De vestlige klipper, med en næsten lodret hældning, stiger 700 m over havets overflade; en af de større kysthøjder i Atlanterhavet. Rester af den gamle vulkan er delvist bevaret i de sydlige og østlige flanker af øen (som bevarer højder mellem 500 and 700 m (1.600 og 2.300 ft) over havets overflade). Ud over marin erosion er øen konstant eroderet af stærke nordøstlige og vestlige vinde. I syd er sekundære askekegler, såsom Coroinha, Morro da Fonte, Grotão da Castelhana og Coroa do Pico, synligt bevaret med lidt erosion og ansvarlige for mange basaltiske strømme, der dannede den sydlige lava fajã (10–60 m over havets overflade). Det sidste udbrud fandt sted for omkring 80-100.000 år siden i nærheden af Vila Nova do Corvo.
I det yderste nordøst, langs Ponta Torrais, er der to små holme, Ilhéu dos Torrais og Ilhéu do Torrão, foruden adskillige undersøiske rev, der er farlige for sejlads. I slutningen af oktober 2012, efter flere dage med overskydende nedbør, skete der et jordskred, der fjernede geologisk affald langs det nordvestlige hjørne af øen, hvilket resulterede i dannelsen af små holme, der gradvist forvandlede sig til en halvø og til sidst en fajã.

## Miljø

### Økoregioner/Beskyttede områder
Corvo Nature Park blev oprettet under regionalt lovdekret 44/2008/A den 5. november 2008 for at bevare og beskytte arternes levesteder og naturressourcer på øen. Det omfatter hovedsageligt to kategorier og tilknyttede indsatsområder:
Beskyttede områder til forvaltning af levesteder og kystnære arter
- [COR01] Beskyttet område af calderaen i Corvo (portugisisk: Área Protegida para a Gestão de Habitats ou Espécies da Costa e Caldeirão do Corvo)

Beskyttede områder til forvaltning af ressourcer
- [COR02] Beskyttet ressourceområde ved Corvos kyst (portugisisk: Área Protegida para a Gestão de Recursos da Costa do Corvo)

### Vigtigt fugleområde
Øerne Corvo og nabolandet Flores danner sammen med de omkringliggende farvande det 2.104 km2 Corvo og Flores Important Bird Area (IBA), udpeget som sådan af BirdLife International, fordi det giver føde- og ynglesteder for populationer af atlantisk - og almindelig skråpe, samt rosenterne og almindelig terner, og muligvis Madeirasstormsvaler.

### Biosfærereservat
Et område på 258,53 km² blev i 2007 udpeget til biosfærereservat. i UNESCOs Verdensnetværk af biosfærereservater.

## Bosættelse
Der er ét bycentrum på øen: Vila do Corvo. Det er det en samling af mange boliger, blandet med kommercielle virksomheder beliggende på den sydlige tredjedel af øen. Funktionelt set er Vila do Corvo ifølge loven den eneste portugisiske kommune uden et civilt sogn. Det urbaniserede område er opdelt mellem landsbyen, lufthavnen og øens havne (der er de primære forbindelser til de andre øer i øgruppen). Arealerne umiddelbart omkring bebyggelsen er små zoner langs den østlige kyst (Quintas og Fojo), der kan opretholde dyrkning af nogle afgrøder og frugttræer, og hvor nogle ældre træer har overlevet bebyggelse; de bedste græsarealer ligger mod nord i Terras Altas-zonen.
Ved den sydlige kyst, omtalt som Enseada de Nossa Senhora do Rosario, er placeringen af tre havne, bygget på forskellige tidspunkter til forskellige behov: Porto Novo (i øjeblikket ikke i brug), Porto do Boqueirão og Porto da Casa (den største og øens kommercielle havn). Portinho da Areia, yderst vest for den sydlige kyst (for enden af lufthavnens landingsbane) er den eneste strand og det vigtigste svømmeområde på øen.

### Transport
Øen betjenes af Corvo Lufthavn (IATA: CVU, ICAO: LPCR), der ligger på den sydlige ende af øen mellem landsbyen og havnene i det sydlige hav. Flyrejser mellem øerne varetages af SATA Air Açores: der er ingen direkte fly til Corvo uden for øgruppen. Siden 1990'erne har lufthavnen været betjent af et Bombardier Dash 8 Q200-fly, der er stort nok til at klare den lave trafikmængde til øen (hvis vejret tillader det).